# 5185 Алероссі
5185 Алероссі (1990 RV2, 1933 SE, 1955 SM, 1981 RA1, 1984 HG, 1986 UR4, 1988 FQ3, 5185 Alerossi) — астероїд головного поясу, відкритий 15 вересня 1990 року.
Тіссеранів параметр щодо Юпітера — 3,358.